# Joba Chamberlain
Joba Chamberlain (* als Justin Louis Heath 23. September 1985 in Lincoln, Nebraska) ist ein US-amerikanischer Baseballspieler, der seit 2016 bei den Cleveland Indians in der Major League Baseball unter Vertrag steht.

## Karriere
Joba Chamberlain begann seine Karriere als Baseballspieler in der Mannschaft der University of Nebraska-Lincoln, mit der er 2005 erstmals in ihrer Geschichte die College World Series gewann. Im MLB Draft 2006 wurde er als insgesamt 41. Spieler von den New York Yankees ausgewählt.
Nachdem er 2006 nicht in den Minor Leagues eingesetzt worden war, spielte er in der Saison 2007 bei verschiedenen Farmteams der Yankees. Am 7. August 2007 gab er beim Sieg über die Toronto Blue Jays sein Debüt in der MLB. Seinen bislang größten Erfolg erreichte er mit dem Gewinn der World Series 2009, in denen er in drei Spielen als Reliever eingesetzt wurde (mit einem Win in Spiel 4).